# 車振
車振（1420年—？），字弘道，江西撫州府金谿縣人，明朝政治人物。進士出身。

## 生平
正统十二年丁卯科江西鄉試第十一名舉人。天順元年（1457年）丁丑科會試第七十二名，殿試登進士第三甲第八十四名。四年授常州府推官。

## 家族
曾祖父車集義。祖父車萬琛。父亲車用寬。